# Valskogspartiet
Valskogspartiet (VP) var ett lokalt politiskt parti var registrerat för val till kommunfullmäktige i Kungsörs kommun. Partiet var representerat i Kungsörs kommunfullmäktige mellan 1991 och 1998.